# 박미현 (기업인)
박미현은 대한민국의 기업인이다. 2019년 현재 청년사회적기업 터치포굿 (Touch4Good)의 대표이다.

## 학력
성신여자대학교 정치외교학과를 졸업하였다.
카이스트 테크노경영대학원 사회적기업가MBA과정을 졸업하였다.

## 생애
대학을 졸업한 후 청소년 시민단체에서 일하였다.  현수막 폐기물이 발생하는 환경문제에 관심을 가지고 있던 차에 2007년 사회적기업 세미나에 참가하여 팀원들과 환경분야에 대해 토론하며 사업을 구상하였다. 폐현수막을 재료로 에코백을 만드는 사업모델을 구상하였다. 2008년 2월 터치포굿을 창업하였다. 한글로 된 '업사이클' 용어와 개념을 처음 국내에서 사용하였다. 버려진 자원에 폭 넓게 관심이 있다.